# Himertosoma pauliani
Himertosoma pauliani är en stekel som beskrevs 1955 av Pierre L. G. Benoit.  Arten ingår i släktet Himertosoma och familjen brokparasitsteklar. Dess typlokal är Madagaskar och det finns inga listade underarter i Catalogue of Life.